# 15e sessie van de Commissie voor het Werelderfgoed

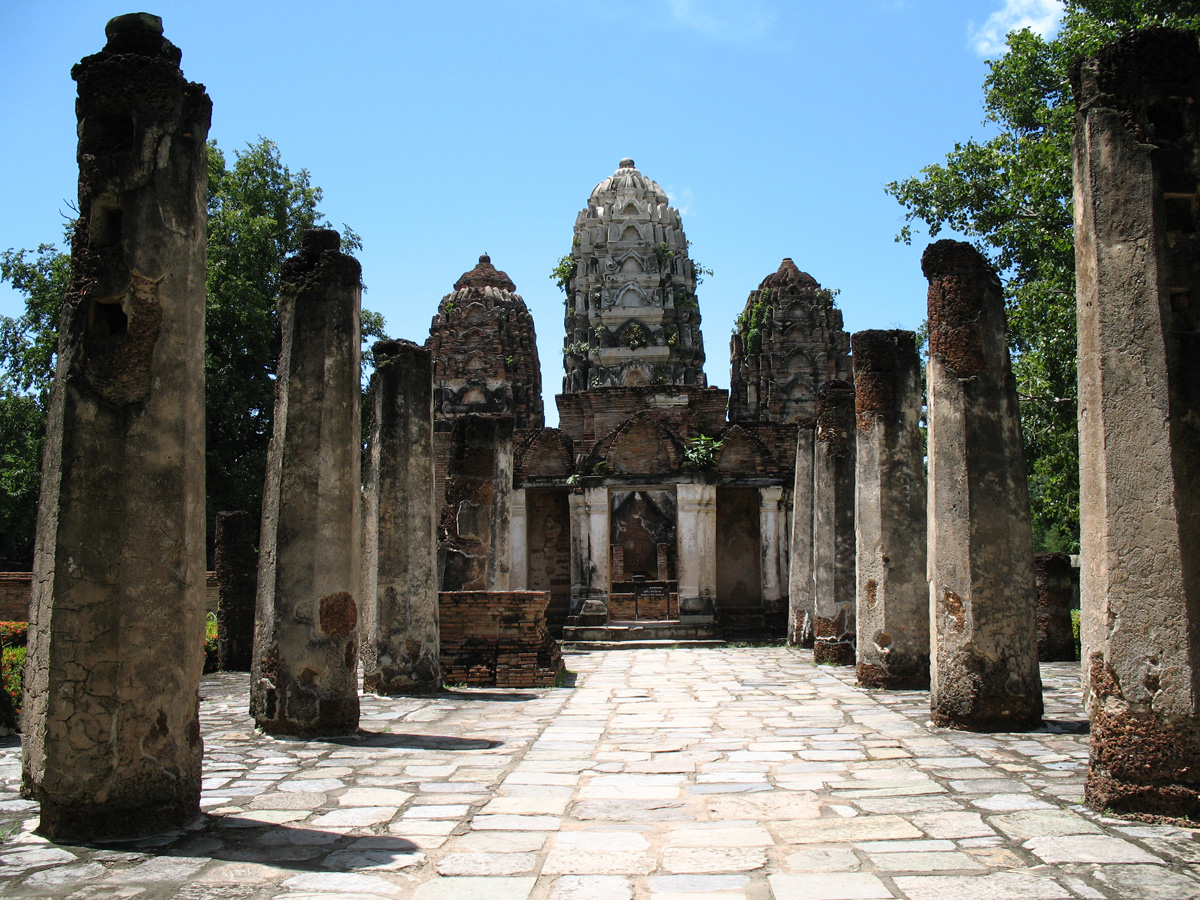
Historisch Park Sukhothai in Thailand

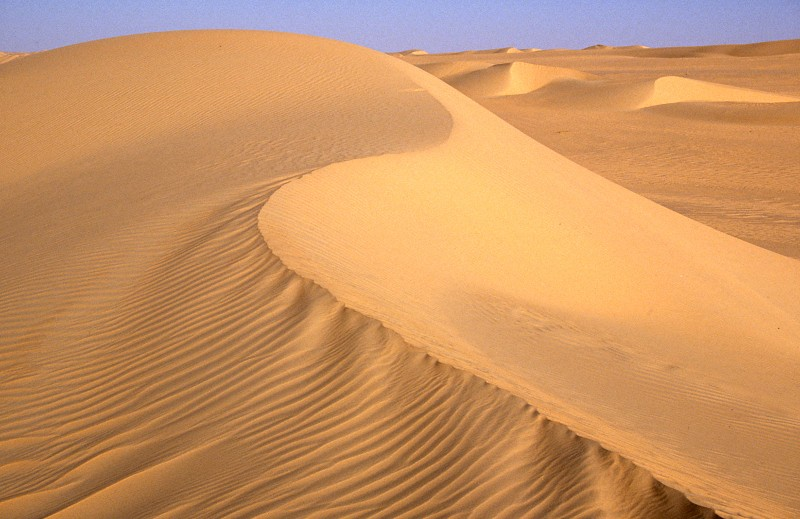
Natuurreservaat Ténéré

De 15e sessie van de Commissie voor het Werelderfgoed van UNESCO vond van 9 december tot 13 december 1991 plaats in Carthago in Tunesië. 29 dossiers werden in de sessie onderzocht. Hiervan werden 22 nieuwe omschrijvingen aan de werelderfgoedlijst toegevoegd. Hiervan waren 16 dossiers met betrekking tot cultureel erfgoed en 6 met betrekking tot natuursites. Het totale aantal inschrijvingen komt hiermee op 360 (261 cultureel erfgoed, 16 gemengde omschrijvingen en 83 natuurlijk erfgoed). Op de lijst van bedreigd werelderfgoed of rode lijst werd één locatie toegevoegd.

## Wijzigingen in 1991
In 1991 zijn de volgende locaties toegevoegd:

### Cultureel erfgoed
- Bolivia: Historisch centrum van Sucre
- Brazilië: Nationaal park Serra da Capivara
- Duitsland: Abdij en Altenmünster van Lorsch
- Finland: Oud Rauma
- Finland: Fort Suomenlinna
- Frankrijk: Parijs:oevers van de Seine
- Frankrijk: Kathedraal Notre-Dame, voormalig klooster van Saint-Remi en Paleis van Tau in Reims
- Indonesië: Tempelcomplex van Borobudur
- Indonesië: Tempelcomplex van Prambanan
- Mexico: Historisch centrum van Morelia
- Mozambique: Ilha de Moçambique
- Spanje: Klooster van Poblet
- Sri Lanka: Gouden tempel van Dambulla
- Thailand: Historische stad Sukhothai en daarmee verbonden historische steden
- Thailand: Historische stad Ayutthaya
- Zweden: Koninklijk domein Drottningholm

### Natuurerfgoed
- Australië: Sharkbaai
- Indonesië: Nationaal park Ujung Kulon
- Indonesië: Nationaal park Komodo
- Niger: Natuurreservaten Aïr en Ténéré
- Roemenië: Donaudelta
- Thailand: Wildpark Thungyai Huai Kha Khaeng

### Uitbreidingen
In 1991 werd een locatie uitgebreid.
- Historisch centrum van Lima in Peru (initieel erkend als cultureel erfgoed in 1988)

### Verwijderd van de rode lijst
In 1991 zijn geen locaties verwijderd van de rode lijst.

### Toegevoegd aan de rode lijst
In 1991 werd een locatie toegevoegd aan de lijst van bedreigd werelderfgoed of rode lijst.
- Dubrovnik in het huidige Kroatië (tot 1998 op de rode lijst)

1977 · 
1978 · 
1979 · 
1980 · 
1981 · 
1982 · 
1983 · 
1984 · 
1985 · 
1986 · 
1987 · 
1988 · 
1989 · 
1990 · 
1991 · 
1992 · 
1993 · 
1994 · 
1995 · 
1996 · 
1997 · 
1998 · 
1999 · 
2000 · 
2001 · 
2002 · 
2003 · 
2004 · 
2005 · 
2006 · 
2007 · 
2008 · 
2009 · 
2010 · 
2011 · 
2012 · 
2013 · 
2014 · 
2015 · 
2016 · 
2017 · 
2018 · 
2019 · 
2020-2021 ·
2022-2023 ·
2024 ·
2025